# Sericesthis nemoralis
Sericesthis nemoralis är en skalbaggsart som beskrevs av Blackburn 1907. Sericesthis nemoralis ingår i släktet Sericesthis och familjen Melolonthidae. Inga underarter finns listade i Catalogue of Life.